# Onkostatin M
Onkostatin M, takođe poznat kao OSM, je protein koji je kod ljudi kodiran OSM genom.
OSM je pliotropski citokin koji pripada interleukin 6 grupi citokina. Od tih citokina on je najbliži leukemija inhibitornom faktoru (LIF) po strukturi i funkciji. Međutim, to je još nedovoljno definisano. Za njega je pokazano da je važan u razvoju jetre, hematopoezi, inflamacija i možda u CNS razvoju. On je takođe bio asociran sa koštanom formacijom i destrukcijom.
OSM signal se prenosi kroz receptore na ćelijskoj površini koji sadrže protein gp130. Tip I receptor se sastoji od gp130 i , a tip II receptor se sastoji od gp130 i .

## Otkriće, izolacija i kloniranje
Ljudski OSM je originalno bio izolovan 1986. godine iz medijuma za rast PMA tretiranih U-937 histiocitnih limfoma ćelija na osnovu njegove sposobnosti da inhibira rast ćelijskih linija izvedenih iz melanoma i drugih čvrstih tumora. OSM je robustan protein koji je stabilan između pH 2 i 11, i koji je otporan na jednočasovno izlaganje toploti na 56 °. Parcijalna kiselinska sekvenca je omogućila izolaciju ljudskog OSM cDNA i naknadno genomsko kloniranje. Kompletan cDNA hOSM klon kodira prekurzor sa 252 aminokiseline. Prvih 25 aminokiselina funkcionišu kao sekretorni signalni peptid. Nakon odstranjenja prekusora nastaje rastvorni pro-OSM sa 227 aminokiselina. Odsecanje 31 ostatka sa C-terminusa na tripsinu-sličnom mestu odsecanja proizvodi aktivnu formu sa 196 ostatka. Dva potencijalna mesta N-glikozilacije su prisutna u hOSM, i oba su zadržana u maturisanoj formi.
OSM sa 196 ostatka je predominantna forma izolovanja iz varijeteta ćelijskih linija, i ona odgovara glikoproteinu od 28 kDa, mada duža pro-OSM forma sa 227 ostatka može biti izolovana iz ćelija sa prekomernom transfekcijom. Pro-OSM ligand je za jedan red veličine manje efikasan u testovima inhibicije rasta. Putem testova radio-ligand vezivanja je pokazano da pro-OSM ima sličan afinitet vezivanja. Iz ovog sledi da post translacione promene mogu da imaju značajnu ulogu u in vivo OSM funkciji. Poput mnogih drugih citokina, ćelije proizvode OSM putem de novo sinteze, kojoj sledi izlučivanje kroz klasični sekrecioni put. OSM isto tako može biti oslobođen iz unapred formiranih ostava u poli morfonuklearnim limfocitima u toku degranulacije. Još uvek nije poznato kako se OSM storira u tim intracelularnim kompartmanima.

## Struktura
Primarna sekventna analiza OSM alocira ovaj protein u gp130 grupu citokina. OSM je najsličniji sa LIF, sa kojim deli 22% sekventnog identiteta i ima sličnost od 30%. OSM i LIF geni se javljaju u tandemu na ljudskom hromozomu 22. Oba gena, LIF i OSM, imaju veoma sličnu genetsku strukturu. Oni imaju slične promotorske elemente i intron-ekson strukturu. Ovi podaci sugestiraju da su OSM i LIF nastali relativno skoro u evolucionom smislu putem duplikacije gena. Od pet cisteinskih ostataka unutar ljudske OSM sekvence četiri formiraju disulfidne mostove. Jedna od tih disulfidnih veza, koja je između heliksa A i B, je neophodna za OSM aktivnost. Slobodni cisteinski ostatak izgleda da ne posreduje OSM dimerizaciju.
Tri dimenzionalna struktura ljudskog OSM je bila rešena do atomske rezolucije, čime je potvrđena predviđena topologija dugačkog lanca sa svežnjom četiri heliksa. Upoređenje ove strukture sa poznatim strukturama drugih LC citokina pokazuje da je najsličnija sa LIF strukturom (RMSD od 2.1 Å preko 145 ekvivalentnih Cα). Osobena kovrdža u A heliksu nastaje usled odstupanja od klasičnog alfa heliksnog šablona vodoničnih veza, što je osobina zajednička za sve poznate strukture citokina sa LIFR motivom. Ova iregularnost ima za posledicu različito međusobno pozicioniranje ektrema svežnja, što znatno menja aktivno mesto.

## Receptori
Receptori za OSM se mogu naći na varijetetu ćelija u nizu tkiva. Uopšte ćelije izvedene iz endotelnih i tumorskih izvora izražavaju visoke nivoe OSM receptora, dok ćelije hematopoetskog porekla teže da ih imaju u manjim brojevima.

## Literatura
- Schieven GL, Kallestad JC, Brown TJ, Ledbetter JA, Linsley PS (1992). „Oncostatin M induces tyrosine phosphorylation in endothelial cells and activation of p62yes tyrosine kinase”. J. Immunol. 149 (5): 1676—82. PMID 1324279.
- Hermanns HM, Radtke S, Schaper F, Heinrich PC, Behrmann I (2000). „Non-redundant signal transduction of interleukin-6-type cytokines. The adapter protein Shc is specifically recruited to rhe oncostatin M receptor”. J. Biol. Chem. 275 (52): 40742—8. PMID 11016927. doi:10.1074/jbc.M005408200.

## Spoljašnje veze
- Oncostatin+M на 